# Declana toreuta
Declana toreuta là một loài bướm đêm trong họ Geometridae.